# Musonia fuscescens
Musonia fuscescens är en bönsyrseart som beskrevs av Lucien Chopard 1911. Musonia fuscescens ingår i släktet Musonia och familjen Thespidae. Inga underarter finns listade i Catalogue of Life.